# Slovaci în Cehoslovacia (1960-1990)
Distincția între cehi și slovaci în Cehoslovacia a persistat ca element-cheie în mișcarea de reformă din anii 1960 și în cea de restrângere a anilor 1970, deceniu în care atât aspirațiile cehilor, cât și cele ale slovacilor au fost suprimate dur. Apartenența etnică continuă să fie parte integrantă a vieții sociale, politice și economice a țării. Nu mai este doar o chestiune de identitate individuală, folclor sau tradiții. O măsură a importanței apartenenței etnice și a importanței autonomiei slovacilor a fost poate apelul lansat de un scriitor slovac în 1968 pentru o evaluare istorică mai pozitivă a Republicii Slovace. Deși ca marxist, el considera că „statul clerico-fascist” al monseniorului Jozef Tiso fusese o aberație politică, el recunoștea că „Republica Slovacă a existat ca stat național al slovacilor, singurul în istoria noastră. . . ." Sentimente comparabile au ieșit la suprafață din când în când în anii 1970 în scrisori către redacția Pravda din Bratislava, deși redactorii ziarului au încercat să inculce cititorilor o „abordare de clasă, pe istorie concretă” pentru chestiunea națională.

## Comparație între zonele cehe și cele slovace

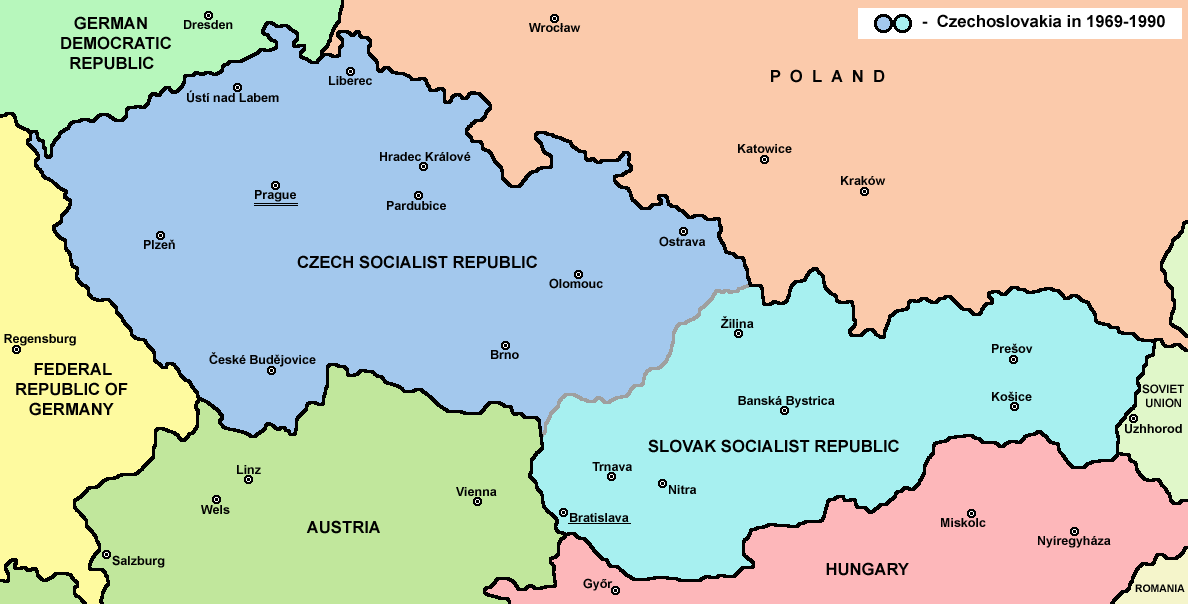
Cehoslovacia în 1969

Guvernul de după 1948 a acordat o prioritate sporită redresării dezechilibrului socio-economic dintre teritoriile cehe puternic industrializate și Slovacia mai subdezvoltată. Slovacia a înregistrat creșteri importante ale producției industriale în anii 1960 și 1970. În anii 1970, producția sa industrială era aproape echilibrată cu cea a părții cehe. Deși autoritățile ce se ocupau de planificarea economiei în Slovacia au observat rapid că investițiile de capital rămâneau în continuare în urmă, era evident că contribuția Slovaciei la producția industrială crescuse mult. Partea Slovaciei din venitul național pe cap de locuitor crescuse de la puțin peste 60% din cea a Bohemiei și Moraviei în 1948 la aproape 80% în 1968, iar puterea de câștig pe cap de locuitori o echivala pe cea a cehilor în 1971.
O îmbunătățire generală a sectorului serviciilor, mai ales cele ale sănătății și educației, a însoțit creșterea industrială a Slovaciei. La jumătatea anilor 1980, numărul de medici pe cap de locuitori îl depășea pe cel din partea cehă, după ce în 1948 el fusese la două treimi din valoarea pentru Cehia. Între 1948 și 1983, numărul studenților din universitățile slovace ca pondere din populație cresuse de la 47% din valoarea echivalentă pentru Slovacia la 119%.

## Evoluții politice
Evoluțiile politice postbelice i-au afectat mai nefavorabil pe slovaci. Conducerea centrală de partid din Cehoslovacia s-a îndreptat în niște direcții care au strivit speranțele slovacilor pentru autonomie națională și federație. În timpul epurărilor din anii 1950, comuniștii slovaci de frunte care jucaseră roluri importante în Revoluția Națională Slovacă din 1944 (cum ar fi viitorul președinte Gustáv Husák) au fost judecați și condamnați ca „naționaliști burghezi”. În cele din urmă, și cehii au căzut victime epurărilor, dar slovacii au rămas convinși că staliniștii de la Praga erau de vină pentru procese. Nici constituția din 1948 și nici cea din 1960 nu au dat mari speranțe de autonomie slovacilor. În anii 1960, Ladislav Novomeský a enunțat sentimentele și frustrările multor slovaci atunci când a comentat că ei deveniseră „o rasă tolerată de vicepreședinți și miniștri adjuncți, o minoritate de rangul al doilea căreia i se acordă o cotă de o treime din orice. . . .”
Regimul lui Antonín Novotný (primul secretar al KSČ între 1953 și 1968) era adesea mai puțin inspirat în ce privește tratamentul aplicat Slovaciei. Novotny însuși pretindea „luptă intolerantă împotriva oricărui naționalism” și sugera că soluția reală pentru relațiile ceho-slovace o constituiau căsătoriile mixte în masă între cele două grupuri. Slovacii au găsit aceste recomandări — de a rezolva diferendele etnice prin eliminarea lor — mult prea tipice pentru atitudinea Pragăi față de ei.
Evoluțiile politice de la sfârșitul anilor 1960 și din anii 1970 portretizează diferențele dintre cehi și slovaci. Cererile de reformă ale slovacilor din anii 1960 reflectau nemulțumirea lor față de hegemonia cehă în domeniul guvernării. În timp ce cehii doreau o anume cantitate de pluralism, strigătul de luptă al slovacilor a fost „nu vrem democratizare⁠(en)[traduceți] fără federație”. Este mai puțin o diferență de accent cât un studiu al contrastelor, iar slovacii se concentrau mai mult pe reformarea instituțională — „federalizarea” aparatului guvernamental în structuri cehe și slovace foarte autonome. Slovacii cereau reabilitarea completă a așa-zișilor „naționaliști burghezi” și reevaluarea Revoluției Naționale Slovace din 1944.
Chiar și revendicările economice erau divizate pe linii etnice, deși a existat o considerabilă varietate în ambele regiuni în ce privește dorința de reformă economică. Liderii ce planificau economia în cadrul KSČ cereau implementarea Noului Mod Economic, un sistem economic integrat care să permită autonomie substanțială pentru întreprinderile private și intenționau să promoveze o creștere generală a eficienței. Slovacii doreau adaptarea reformelor economice la necesitățile lor particulare. În loc de un sistem unic integrat, ei se gândeau la organizări economice paralele cehe și slovace.
Reacția cehilor la aceste îngrijorări i-au supărat și mai mult pe slovaci. În opinia cehilor, atenția pe care o acordau ei reumanizării marxismului era una universalistă, în timp ce preocuparea slovacilor pentru autonomie națională era provincială și anacronistă — sigur prea trivială pentru cei a căror grijă era „socialismul cu față umană.”

## Federația cehoslovacă
Legea Constituțională de Federație⁠(en)[traduceți] din 27 octombrie 1968 a răspuns dorinței de autonomie a slovacilor. Cel mai important, însă, KSČ a rămas puternic centralizat. Evoluțiile din anii 1970 au slăbit și mai mult noile structuri guvernamentale ale celor două regiuni. Eforturile KSČ, deși nu neapărat motivate de sentimente antislovace, erau îndreptate masiv în favoarea centralizării. Aderența insistentă la dictatele sovietice submina autonomia la fel de mult ca orice sentiment deschis anti-slovac. Indiferent de soarta finală a federalizării, proeminența sa în rândul chestiunilor din societatea slovacă — atât la nivel de opinie publică, cât și la nivel de partid — este o indicație a cât de importantă a rămas diviziunea între cehi și slovaci. Un studiu din anii 1960 a relevat că 73% din respondenții slovaci susțineau federalismul; 94% doreau ca relațiile ceho-slovace să fie restructurate. Un alt sondaj efectuat la jumătatea anilor 1970, când noile structuri federale erau în funcțiune, a arătat că slovacii considerau că noua organizare guvernamentală, spre deosebire de mare parte din experiența lor istorică, îi trata egal pe cehi și pe slovaci.